# Andover (New Hampshire)
Andover – miejscowość w USA, w stanie New Hampshire, w hrabstwie Merrimack.